# Dimitri Tiomkin
Dimitri Tiomkin (Ucrânia, 10 de maio de 1894 - Londres, 10 de novembro de 1979), foi um compositor estadunidense de origem judaica ucraniana.
Compôs as trilhas dos seguintes filmes, entre outros:
Matar ou Morrer, 
Disque M para Matar, 
Um Fio de Esperança, 
O Velho e o Mar, 
Os Canhões de Navarone, 
55 Dias em Pequim,
O Álamo, 
A Queda do Império Romano.
Recebeu vinte e duas indicações ao Oscar e o ganhou quatro vezes sendo três de melhor trilha sonora por Matar ou Morrer, Um Fio de Esperança e O Velho e o Mar, e uma por melhor canção original por The Ballad of High Noon, do filme de mesmo nome.